# Tydzień Sumienia w Polsce

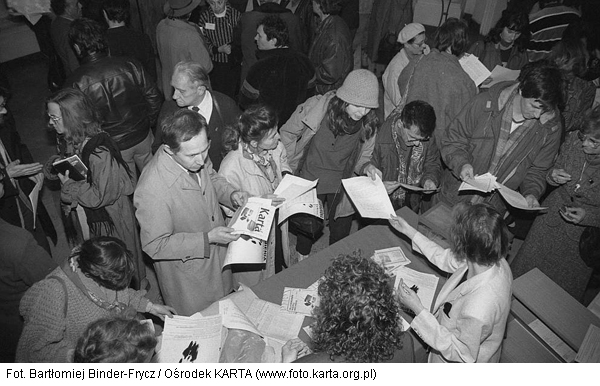
Tydzień Sumienia w Polsce

Tydzień Sumienia w Polsce – wydarzenie, które miało miejsce w Warszawie od 6 do 12 kwietnia 1992,  zorganizowane przez Ośrodek KARTA w formie spotkania osób represjonowanych z czasów sowieckich z badaczami systemu ze Stowarzyszenia "Memoriał". Wzięło w nim udział kilka tysięcy osób.

## Idea
Pomysł zorganizowania Tygodnia Sumienia w Polsce narodził się, gdy na początku lat 90. Ośrodek KARTA nawiązał współpracę ze Stowarzyszeniem "Memoriał". Wzorem dla Tygodnia Sumienia w Polsce były Tygodnie Sumienia urządzane przez środowisko Stowarzyszenia "Memoriał" w różnych miastach Rosji. Były to spotkania, na które przychodzili ludzie będący ofiarami represji i ich rodziny oraz badacze historii. Miały służyć przywracaniu prawdy, o tym co było. Centralny punkt takich spotkań stanowiła Ściana Pamięci, na której zawieszano informacje o represjach, osobach zaginionych, ich fotografie.

## Przygotowania
Na Tydzień Sumienia w Polsce zostało zaproszonych 54 przedstawicieli Stowarzyszenia "Memoriał" z różnych regionów Rosji oraz po jednej osobie z Ukrainy i Kazachstanu. W kompletowaniu listy zaproszonych memoriałowców pomagała (na prośbę Ośrodka KARTA) Anna Griszina, przewodnicząca Polskiej Sekcji "Memoriału" w Moskwie. Część pieniędzy na pokrycie kosztów organizacji wydarzenia Ośrodek KARTA uzyskał od Fundacji Batorego, Fundacji Kultury i Fundacji IDEE. Były to jednak kwoty znacznie niższe od początkowo obiecanych. W odpowiedzi na apele o pomoc i wsparcie finansowe odpowiedziały prywatne osoby, organizując m.in.  noclegi w swoich mieszkaniach, transport etc. Muzeum Niepodległości użyczyło na siedem dni swoich pomieszczeń - w Pałacu Radziwiłłów i w X Pawilonie Cytadeli.   

## Przebieg

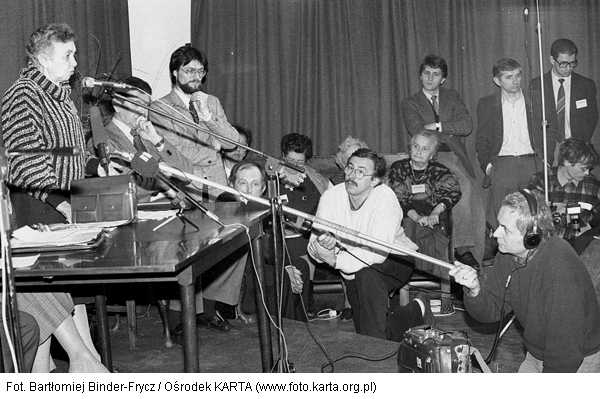
Tydzień Sumienia w Polsce

Tydzień Sumienia w Polsce odbywał się w dwóch miejscach w Warszawie: w Pałacu Radziwiłów oraz w X Pawilonie Cytadeli. 
W trakcie Tygodnia zostały zorganizowane cztery wystawy. Jedną z nich pt. "Sztuka Gułagu" przywiozła z Moskwy Walentyna Tichanowa. Były na niej prezentowane rysunki, obrazy i przedmioty wykonane w łagrach sowieckich. Łagierne przedmioty i stroje, pochodzące ze zbiorów i depozytów Archiwum Wschodniego, były także tematem polskiej wystawy, która jako ekspozycja stała była prezentowana w X Pawilonie. Dwie pozostałe wystawy miały charakter czysto fotograficzny: pierwsza – "Martwa Droga" – składała się z fotografii wykonanych przez Tomasza Kiznego w trakcie jego ekspedycji na Martwą Drogę (linia kolejowa na Syberii porzucona w 1953 roku), zaś druga – "Ocaleni z Gułagu" autorstwa Tomasza Kiznego – stanowiła montaż zdjęć wykonanych przez więźniów Workuty po opuszczeniu obozu w latach 1955-57. 

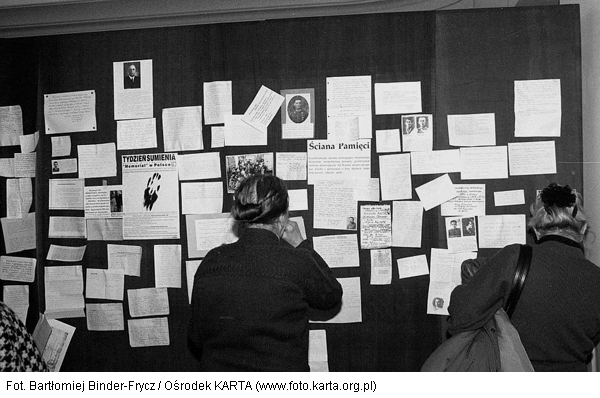
Tydzień Sumienia w Polsce

Codziennie w salach Pałacu Radziwiłłów odbywały się wykłady polskich historyków oraz badaczy ze Stowarzyszenia "Memoriał", m.in. Nikity Pietrowa i prof. Natalii Lebiediewej na temat zasobów archiwów posowieckich. W konferencjach wzięli udział m.in. Jacques Rossi, autor Przewodnika po Gułagu oraz Lew Kopielew, rosyjski pisarz i dysydent, dwukrotny więzień Gułagu. Wieczorami miały miejsce pokazy filmów dokumentalnych polskich i rosyjskich. Na prośbę widzów pokazy były kilkukrotnie powtarzane. W jednej z sal znajdowało się stanowisko "Indeksu Represjonowanych", gdzie można było sprawdzić w bazie komputerowej informacje o polskich obywatelach represjonowanych przez władze sowieckie w latach 1939-56. Przyszło ponad tysiąc osób, które poszukiwały bliskich zaginionych na terenie ZSRR. Przy oddzielnych stolikach (m.in. "Workuta", "Riazań", "Lwów") dyżurowali - wspomagani przez tłumaczy - przedstawiciele "Memoriału" z Rosji i Ukrainy, do których zgłosiło się kilka tysięcy osób poszukujących informacji o losach swoich bliskich. W kilku pomieszczeniach Pałacu Radziwiłłów powstały Ściany Pamięci, na których wieszano apele, doniesienia, mapy z miejscami represji, fotografie oraz karteczki z pytaniami o bliskich, którzy zaginęli w ZSRR.
Cel Tygodnia Sumienia w Polsce opisała prof. Barbara Skarga, przewodnicząca Rady Naukowej Archiwum Wschodniego: "Nie chcemy rozpamiętywać cierpień, gdyż martyrologia pogłębia wzajemną nieufność i nienawiść. Chcemy zapełnić puste miejsca w naszej najnowszej historii, chcemy poznać prawdę".

## Odbiór
W Tygodniu Sumienia w Polsce wzięło udział kilkanaście tysięcy osób, które przyjechały z całego kraju. Dla wielu ludzi była to szansa, aby uzyskać informacje o bliskich zaginionych na terenie ZSRR kilkadziesiąt lat wcześniej. Na wydarzenie przychodziły także osoby, które same były ofiarami represji sowieckich, np. na spotkanie z Jewgieniją Chajdarową z "Memoriału" z Workuty przyszło ponad 50 więźniów łagrów Workuty.  
W ciągu Tygodnia rozdano około 10 tysięcy ankiet, które miały na celu zebrane danych o osobach represjonowanych i ich losach. Blisko połowa ankiet została wypełniona i oddana organizatorom Tygodnia. Stały się one częścią zasobu archiwalnego programu dokumentacyjno-badawczego "Indeks Represjonowanych", prowadzonego przez Ośrodek KARTA.
Pod koniec Tygodnia została podpisana umowa o trwałej współpracy między Ośrodkiem KARTA (Archiwum Wschodnim) a Stowarzyszeniem "Memoriał". W Stowarzyszeniu powstała Sekcja Polska "Memoriału", którą prowadzi Aleksander Gurjanow. Przedstawiciele "Memoriału" po powrocie do kraju poszukiwali odpowiedzi na zadane podczas Tygodnia pytania o losy bliskich. W kolejnych miesiącach z Rosji nadeszło kilkaset listów zawierających informacje o konkretnych archiwach, w których znajdują się materiały dotyczące poszczególnych represjonowanych. Ponadto w ciągu pierwszego roku akcji poszukiwawczej zapoczątkowanej podczas Tygodnia Sumienia zostało wysłanych do "Memoriału" około 3500 listów z Polski. W odpowiedzi na nie napłynęło około 1000 opisów losów poszukiwanych osób. 
Współpraca nawiązana podczas Tygodnia Sumienia w Polsce między Ośrodkiem KARTA a "Memoriałem" zaowocowała również stworzeniem serii wydawniczej INDEKS REPRESJONOWANYCH, w ramach której w latach 1995-2013 zostało opublikowanych 21 tomów w 29 woluminach, zawierających ponad 190 tys. biogramów polskich obywateli represjonowanych przez władze sowieckie. 
Goście z Polskiego Ośrodka Społeczno-Kulturalnego w Londynie, którzy brali udział w Tygodniu, jeszcze podczas jego trwania podjęli decyzję o zorganizowaniu w kolejnym roku podobnego wydarzenia u siebie – Tydzień Sumienia w Londynie odbył się w czerwcu 1993.  

## Relacje z wydarzenia
https://www.polskieradio.pl/68/2461/Audio/316520,Polacy-na-swiecie
http://www.kronikarp.com/szukaj,3032,tag-691991,strona-1